# マッスルガール!
『マッスルガール!』は、毎日放送(MBS)制作で2011年4月からTBS系列で放送されていたテレビドラマ。

## 概要
病死した父親に代わり、経営難で解散危機に陥っている弱小女子プロレス団体の社長となった女性が建て直しを図るべく、偶然出会った韓国の人気スターや所属レスラーたちと力を合わせ、強豪プロレス団体に勝負を挑むスポーツコメディ。市川由衣は本作が民放の連続ドラマ初主演で、FTISLANDのボーカリスト、イ・ホンギは本作が日本のドラマ初出演となる。プロレスのシーンでは、女子プロレス団体・アイスリボンとJWP女子プロレスが全面協力する。
制作局の毎日放送では、2011年4月の番組改編で『S☆1』（TBS系列全国ネットのスポーツニュース）土曜版に新設されたローカル差し替え枠で当番組を放送するため、同番組のネットを24:30で飛び降りる。
キャッチコピーは、「イケメン MEETS 女子プロレス」。
2011年9月2日にDVD-BOXが発売。

## あらすじ
病死した父親に代わって、弱小女子プロレス団体「白鳥プロレス」の社長となった白鳥梓は、団体を存続させるために奮闘するが、経営難で解散の危機に陥ってしまう。そんな中、試合当日にレフェリーの吉田が辞表を残して失踪してしまう。困った梓は牛丼店で吉田と間違えて声をかけた韓国人青年、ユ・ジホに頼んで、即席レフェリーを務めさせる。だがキム・チゲと名乗ったジホが韓国の人気スターだということを、この時の梓は知らなかった。一度は「白鳥プロレス」の解散を決めた梓だったが、家族同然でもある所属レスラーたちのために、「白鳥プロレス」を存続させることを宣言。ライバルのプロレス団体「青薔薇軍」の社長・郷原に1000万円の借金を返済するために、3ヵ月後に開催される「全日本マッスルガール杯（カップ）」で優勝することを誓う。

## キャスト

### 主人公
- 白鳥梓 - 市川由衣

亡き父親の跡を継ぎ、女子プロレス団体「白鳥プロレス」社長となり、団体再建のために奔走する。ラリアットなどのプロレス技が強い。白鳥プロレスのレスラーたちと、ジホのためにスンジャの行方を捜すのを手伝い、偶然出会ったスンジャとジホを会わせた。「マッスルガール杯」でまいが優勝したおかげで、その賞金で借金を完済し、「白鳥プロレス」を存続させることができた。
- ユ・ジホ - イ・ホンギ（FTISLAND）

韓国の人気スター。日本での芸能活動開始の記者会見当日に「オフィス黒金」の事務所を抜け出して、スンジャの行方を捜し始めるが、牛丼店で梓に吉田と間違えて声をかけられ、「白鳥プロレス」の即席レフェリーとなる。梓たち白鳥プロレスの人たちには、キム・チゲと偽名を名乗っている。スンジャと韓国に帰り、再び一緒に暮らしたいと思っているため、芸能活動には未練がなく、白鳥プロレスにとどまり、梓たちの協力を得ながらスンジャの行方を捜している。しかし黒金に再三連れ戻されそうになるが、梓やレスラーたちに助けられる。その後、偶然スンジャと出会った梓に、スンジャが入院している病院に連れられて再会することができた。「マッスルガール杯」でのまいの優勝と「白鳥プロレス」の存続を見届け、スンジャと韓国に帰国し、芸能活動を再開。

### 白鳥プロレス
- 須藤つかさ - 山本ひかる

現役女子高校生レスラー。レスラー歴3年。両親との不和で15歳の時に家出し、洋平に声をかけられ、プロレスを始める。テーピングが得意。
- 向日葵 - 赤井沙希

ヒールレスラーで、リングネームは「ビッグデビル」。必殺技はデビルスペシャル。プロレスが好きで、みんなを楽しませたいという気持ちから「白鳥プロレス」に入門。まいに憧れているが、ヒールでいることが嫌になっていた。「白鳥プロレス」を潰すべく、郷原と内通していて、一時期「青薔薇軍」に移り、「ビューティー向日葵」のリングネームで試合をしていた。だが、ビッグデビルのファンだという少年と出会い、ヒール役の自分にも応援してくれるファンがいることを知り、さらに洋平がヒールを与えた真意を梓から聞かされ、「白鳥プロレス」に戻る。
- 星薫 - 志田光（アイスリボン）

暴れ馬のプロレスラー。向日葵が「青薔薇軍」に移った際、まいの指示で「デス・スター」のリングネームでヒールに転向させられそうになったが、上手くいかなかった。
- 魚沼まい - 亜耶バネッサ

レスラー歴7年。所属レスラーのリーダー格。学生時代から梓の恋愛相談にのっている。「マッスルガール杯」の白鳥プロレス代表選手となるが、スカルの運転するバイクにはねられて膝を痛める。それでも「白鳥プロレス」を救い、借金のカタに「青薔薇軍」に渡していたジホのネックレスを取り返すために「マッスルガール杯」に出場し、優勝する。
- 白鳥洋平 - 越中詩郎（回想のみ）

「白鳥プロレス」創設者、梓の父親。

### 青薔薇軍
- 郷原光司 - 水上剣星

プロレス団体「青薔薇軍」社長。元は「白鳥プロレス」に所属していた。事業拡大を図るため、「白鳥プロレス」を潰そうと目論んでいる。
- スカル杏子 - こいけけいこ

「青薔薇軍」所属のプロレスラー。元は「白鳥プロレス」に所属していた。「マッスルガール杯」で「青薔薇軍」代表選手として出場し、大会前にバイクでまいをはねて怪我を負わせたり、隠し持っていた凶器でまいの膝を攻撃する反則行為を行う。
- 「青薔薇軍」所属レスラー
  - JWP - 春山香代子、阿部幸江、米山香織、KAZUKI、倉垣翼、masu-me、中森華子
  - アイスリボン - さくらえみ、藤本つかさ、真琴、みなみ飛香
- 「青薔薇軍」のリングアナ - 伊藤こーへー（第5話）

### マッスルガール杯
全て最終話
- チームフモ代表選手 - ヘイリー・ヘイトレッド

まいの1回戦の対戦相手。
- エスオベーション代表選手 - 大畠美咲（エスオベーション）

桜花由美の1回戦の対戦相手。
- WAVE代表選手 - 桜花由美（WAVE）

大畠美咲を倒し、2回戦でまいと対戦するが敗れる。
- ジ・アイコンズ所属選手 - 植松寿絵（WAVE）

コマンド・ボリショイの1回戦の対戦相手。
- JWP代表選手 - コマンド・ボリショイ（JWP）

植松寿絵を倒し、2回戦でスカルと対戦するが敗れる。
- アイスリボン代表選手 - 藤本つかさ（アイスリボン）

スカルの1回戦の対戦相手。
- レフェリー - 武井秀哲

「青薔薇軍」側につき、決勝戦でスカルの反則行為を容認する。
- 実況 - 辻よしなり
- 出場選手のセコンド
  - JWP - Leon、森居知子、ムーン瑞月
  - JWP以外 - 渋谷シュウ（WAVE）、DASH・チサコ[3]（センダイガールズ）

### オフィス黒金
- 黒金信義 - 桑野信義

ジホの日本での芸能活動をマネージメントする事務所「オフィス黒金」社長。「青薔薇軍」と手を組み、姿をくらましたジホを連れ戻そうとするが、いつも白鳥プロレスのレスラーたちに痛い目に遭わされる。
- 「オフィス黒金」スタッフ - 三上竜平（第2・8話）

### その他
- イ・スンジャ - 黒田福美

ジホの母親。1年前に、ジホが誕生日にプレゼントしたネックレスと置き手紙を残して姿を消す。実は重い病気にかかっており、芸能活動するジホの負担にならないようにするために姿を消し、日本に行っていた。一時容態が急変したが、緊急手術で助かる。その後、ジホと韓国に帰国。
- 牛田ミカ - 椿木琴乃（第1 - 4話、第6 - 8話）

梓や「白鳥プロレス」のレスラーたちが通う牛丼店の店員。
- 吉田将樹 - 藤澤信泰（第1話）

白鳥プロレスのレフェリー。青薔薇軍に金を渡され、試合当日、辞表を残して失踪。
- 警察官 - 島津健太郎（第2話）

ジホを連れ戻そうとする黒金に職務質問する。
- ジホのファン - 足立かりん（第2話）
- 寺本 - 斉藤陽一郎（第3話）

まいのファンとして近づいたが、本当の目的は手下たちと強姦し、その様子を撮影することだった。
- 寺本の手下 - 札内幸太、上原涼（第3話）
- 梓がスカウトしたプロレスラー - 森居知子（JWP、第5話）、ボリショイ666（JWP、第5話）、DASH・チサコ（センダイガールズ、第5話）
- 梓のスカウト先で練習中のプロレスラー - コマンド・ボリショイ（JWP、第5話）、Leon（JWP、第5話）
- 観客 - 古原靖久（第4・5話）、山口隼平（第4・5話）
- 少年 - 黒田博之（第5話）

ビッグデビルのファンで、チャンピオンになったビッグデビルの絵を描いて、ビッグデビルに渡してほしいと向日葵に託す。
- 須藤トキコ - 大島蓉子（第6話）

つかさの母親。夫との離婚後はスナックに来店する男性客をとっかえひっかえしている。誤って捨ててしまったつかさのシュシュの代わりに、豹柄のシュシュを手作りし、バースデーマッチの時にリングに投げ入れた。新たにできた韓国人の彼氏の元に帰った。
- バースデーマッチのつかさの対戦相手 - Leon（JWP、第6話）
- バースデーマッチの薫の対戦相手 - 都宮ちい（アイスリボン、第6話）
- イ・スンジャ - 保苅園子（第7話）

韓国料理店で働く、ジホの母親と同姓同名の女性。
- シウォン - オ・ウォンビン（第8話）

韓国の人気スターで、ジホの友人。
- 医師 - 佐藤旭（第8・9話）
- 看護師 - 水津亜子、新井ありさ（第8・9話）
- 牛丼店の客 - 杉原由規奈、大山愛未（SDN48）（第8話）

## スタッフ
- 脚本：村上桃子、山岡潤平
- 演出：水村秀雄、本多繁勝、深迫康之
- 女子プロレス協力：アイスリボン、JWP女子プロレス
- 音楽：中島靖雄
- アクションコーディネイター：髙橋伸稔
- 技術協力：映広
- 照明協力：Kカンパニー
- 企画：志村彰（The icon）、黒岩利之、竹園元（毎日放送）
- プロデューサー：甲斐直樹、妻鹿勇人、高橋史典（The icon）、関川友理（The icon）
- 制作：The icon
- 製作：「マッスルガール!」製作委員会（ワーナーミュージック・ジャパン、博報堂、TCエンタテインメント）、毎日放送

## テーマ曲
- 主題歌：FTISLAND「ハルカ」（ワーナーミュージック・ジャパン）
- 挿入歌：FTISLAND「いつか」（ワーナーミュージック・ジャパン）

## 放送リスト
| 話数   | 放送局 | 放送日        | 脚本     | 演出     |
| ------ | ------ | ------------- | -------- | -------- |
| 第1話  | TBS    | 2011年4月19日 | 村上桃子 | 水村秀雄 |
| 第1話  | MBS    | 2011年4月23日 | 村上桃子 | 水村秀雄 |
| 第2話  | TBS    | 2011年4月26日 | 山岡潤平 | 水村秀雄 |
| 第2話  | MBS    | 2011年4月30日 | 山岡潤平 | 水村秀雄 |
| 第3話  | TBS    | 2011年5月3日  | 村上桃子 | 水村秀雄 |
| 第3話  | MBS    | 2011年5月7日  | 村上桃子 | 水村秀雄 |
| 第4話  | TBS    | 2011年5月10日 | 山岡潤平 | 本多繁勝 |
| 第4話  | MBS    | 2011年5月14日 | 山岡潤平 | 本多繁勝 |
| 第5話  | TBS    | 2011年5月17日 | 山岡潤平 | 本多繁勝 |
| 第5話  | MBS    | 2011年5月21日 | 山岡潤平 | 本多繁勝 |
| 第6話  | TBS    | 2011年5月24日 | 村上桃子 | 深迫康之 |
| 第6話  | MBS    | 2011年5月28日 | 村上桃子 | 深迫康之 |
| 第7話  | TBS    | 2011年5月31日 | 山岡潤平 | 深迫康之 |
| 第7話  | MBS    | 2011年6月4日  | 山岡潤平 | 深迫康之 |
| 第8話  | TBS    | 2011年6月7日  | 村上桃子 | 本多繁勝 |
| 第8話  | MBS    | 2011年6月11日 | 村上桃子 | 本多繁勝 |
| 第9話  | TBS    | 2011年6月14日 | 山岡潤平 | 水村秀雄 |
| 第9話  | MBS    | 2011年6月18日 | 山岡潤平 | 水村秀雄 |
| 第10話 | TBS    | 2011年6月21日 | 山岡潤平 | 本多繁勝 |
| 第10話 | MBS    | 2011年6月25日 | 山岡潤平 | 本多繁勝 |

## その他
- 向日葵役の赤井沙希と星薫役の志田光によるドラマからの派生ユニット「薫と向日葵 from マッスルガール!」が結成され、K DUB SHINEとDJ OASISのプロデュースによるラップナンバー「マッスルガールRAP」が2011年6月1日より配信開始された[4][5]。同日イサミレッスル武闘館で行われた「アイスリボン272〜19時女子プロレス旗揚げ1周年記念〜」で、赤井と志田がドラマの役柄であるビッグデビル（向日葵）と星薫として、真琴と藤本つかさを相手に10分間一本勝負のエキシビジョンマッチを行った。対戦終了後にはリング上で「マッスルガールRAP」を披露した[6]。
- JWP女子プロレスも2011年5月29日のJWP道場での道場マッチを「青薔薇軍祭り」として行い、スカル杏子役のこいけけいこがリングアナを行った。
- 放送から2年が経過した2013年8月18日、DDTプロレスリング両国国技館大会にて赤井沙希が男女混合6人タッグでプロレスラーデビューを果たし、その対戦相手には志田光も含まれていた。志田は試合前の会見で「マッスルガール以来で、すごい嬉しいです」とコメント。

## ネット局
| 放送地域      | 放送局                    | 放送期間                | 放送日時 | 備考               |
| ------------- | ------------------------- | ----------------------- | --- | ------------------ |
| 関東広域圏    | TBSテレビ（TBS）          | 2011年4月19日 - 6月21日 | 火曜 24時55分 - 25時25分 | 制作局より4日先行  |
| 近畿広域圏    | 毎日放送（MBS）           | 2011年4月23日 - 6月25日 | 土曜 24時30分 - 24時58分 | 制作局             |
| 鳥取県 島根県 | 山陰放送（BSS）           | 2011年4月25日 - 7月4日  | 月曜 25時25分 - 25時55分 | 9日遅れ            |
| 岡山県 香川県 | 山陽放送（RSK）           | 2011年4月28日 - 7月7日  | 木曜 24時55分 - 25時25分 | 12日遅れ           |
| 静岡県        | 静岡放送（SBS）           | 2011年4月28日 - 6月30日 | 木曜 25時35分 - 26時05分 | 5日遅れ            |
| 熊本県        | 熊本放送（RKK）           | 2011年5月2日 - 7月4日   | 月曜 25時20分 - 25時50分 | 9日遅れ            |
| 愛媛県        | あいテレビ（ITV）         | 2011年5月6日 - 7月8日   | 金曜 25時20分 - 25時50分 | 13日遅れ           |
| 中京広域圏    | 中部日本放送（CBC）       | 2011年5月14日 - 7月23日 | 土曜 26時43分 - 27時13分 | 28日遅れ           |
| 北海道        | 北海道放送（HBC）         | 2011年5月15日 - 7月17日 | 日曜 24時56分 - 25時28分 | 22日遅れ           |
| 岩手県        | IBC岩手放送（IBC）        | 2011年6月8日 - 8月10日  | 水曜 25時00分 - 25時30分 | 46日遅れ           |
| 富山県        | チューリップテレビ（TUT） | 2011年6月15日 - 8月17日 | 水曜 24時42分 - 25時12分 | 53日遅れ           |
| 山梨県        | テレビ山梨（UTY）         | 2011年6月20日 - 7月1日  | 月 - 金曜 16時20分 - 16時50分 |                    |
| 長野県        | 信越放送（SBC）           | 2011年6月20日 - 8月22日 | 月曜 24時45分 - 25時15分 | 58日遅れ           |
| 長崎県        | 長崎放送（NBC）           | 2011年6月14日 - 8月16日 | 火曜 24時45分 - 25時15分 | 59日遅れ           |
| 鹿児島県      | 南日本放送（MBC）         | 2011年7月5日 - 9月6日   | 火曜 24時40分 - 25時10分 | 73日遅れ           |
| 大分県        | 大分放送（OBS）           | 2011年7月11日 - 7月26日 | 月 - 木曜 10時20分 - 10時50分 |                    |
| 石川県        | 北陸放送（MRO）           | 2011年7月13日 - 9月14日 | 水曜 24時55分 - 25時25分 | 81日遅れ           |
| 高知県        | テレビ高知（KUTV）        | 2011年7月20日 - 9月21日 | 水曜 23時50分 - 24時20分 | 88日遅れ           |
| 広島県        | 中国放送（RCC）           | 2011年7月26日 - 8月23日 | 火曜 23時45分 - 24時50分 | 2話ずつ放送        |
| 福岡県        | RKB毎日放送（RKB）        | 2011年8月5日 - 8月26日  | 8月5日 25時45分 - 27時10分（第1話〜第3話） 8月12日 25時45分 - 26時46分（第4話・第5話） 8月19日 25時45分 - 26時46分（第6話・第7話） 8月26日 25時54分 - 27時19分（第8話〜第10話） | ｢金曜劇場｣にて放送 |